# برونو هونزيكر
برونو هونزيكر (الألمانية السويسرية الموحدة: Bruno Hunziker) هو محامي وسياسي سويسري، ولد في 10 فبراير 1930 في سويسرا، وتوفي في 27 مارس 2000 في سويسرا. حزبياً، نشط في الحزب الديمقراطي الحر (سويسرا). وقد انتخب عضو المجلس الوطني السويسري وانتخب عضو مجلس الولايات السويسري.